# Michel (Donskoff)
Michel (světským jménem: Simeon Vasiljevič Donskoff; * 29. března 1943, Paříž) je ruský duchovní Ruské pravoslavné církve v zahraničí, emeritní arcibiskup meudonský a vikář ženevské a západoevropské eparchie.

## Život
Narodil se 29. března 1943 v Paříži jako syn donského kozáka Vasilije Semjonoviče Donskova. Pokřtěn byl biskupem Matfejem (Semaškem). Jeho první zpověď přijal budoucí světec Jan Šanghajský a Sanfranciský.
Od sedmi let sloužil u oltáře a od roku 1959 se účastnil pravoslavných táborů.
Roku 1954 absolvoval jezuitskou školu v Meudonu. Navštěvoval také ruskou školu A.M. Osorgina.
Od roku 1960 sloužil jako čtec a regent.
V letech 1965–1966 sloužil v armádě ve zdravotnických jednotkách
Roku 1966 získal diplom Diplôme de Moniteur de Colonies de Vacances, který mu umožnil vést pedagogickou činnost v mládežnických pravoslavných táborech. Od roku 1969 pracoval v různých nemocnicích. Následně vyučoval mechaniku dýchání.
Roku 1980 se stal hypodiákonem a o rok později přijal z rukou arcibiskupa Antonije (Bartoševiče) svěcení na diákona. Jako diákon sloužil v chrámu Všech svatých zářících v Ruské zemi v Paříži.
Roku 1991 byl rukopoložen na jereje a roku 1996 postřižen na monacha se jménem Michel. Stejného roku byl povýšen na igumena.
Dne 29. června 1996 byl rukopoložen na biskupa torontského a vikáře montrealské a kanadské eparchie. V říjnu 1996 se stal také koordinátorem farností Ruské pravoslavné církve v zahraničí v Rusku, správcem moskevské, petrohradské a suzdalské eparchie RPCZ.
Dne 17. října 2000 byl zvolen z funkce správce eparchií.
Dne 10. července 2001 byl penzionován z důvodu vysokého věku.
Roku 2002 byl ustanoven biskupem bostonským a vikářem východoamerické eparchie.
Dne 16. května 2002 byl znovu ustanoven správcem eparchií v Rusku.
Byl aktivním zastáncem obnovy společenství mezi Ruskou pravoslavnou církví v zahraničí a Moskevským patriarchátem. Během své služby v Rusku postupně rušil všechny farnosti RPCZ.
Dne 19. května 2006 byl ustanoven biskupem ženevským a západoevropským.
Dne 9. prosince 2011 byl povýšen na arcibiskupa.
V červnu 2017 byla na jeho osobu podána stížnost a žádost o odvolání z funkce eparchiálního biskupa. Důvodem byla např. hrubost vůči duchovním či členství ve správní radě švýcarské nadace.
Dne 13. září 2017 bylo rozhodnuto o jeho odvolání z funkce eparchiálního biskupa počínaje dnem 28. září. Pro přezkoumání případu byla zřízena komise vedená arcibiskupem Kirillem (Dmitrijevem). Jako místo pobytu mu byl určen monastýr svaté Alžběty v Buchendorfu.
Dne 2. prosince 2017 bylo rozhodnuto o jeho jmenování na post arcibiskupa meudonského a vikáře západoevropské eparchie.
V březnu 2018 byl opět penzionován.